# Julius Larz
Julius Larz (* 1. Oktober 1805 in Lyck, Masuren; † 28. Juni 1879) war ein deutscher Richter und Abgeordneter in Ostpreußen.

## Leben
Larz besuchte das Königliche Gymnasium Lyck und studierte Rechtswissenschaft an der Albertus-Universität Königsberg. Dort schloss er sich 1824 der ersten Vorverbindung des Corps Masovia an. Nach den Examen war er Kreisrichter in Bartenstein und Stallupönen. 1848 wurde er Kreisgerichtsdirektor in Strasburg, Westpreußen. In gleicher Funktion wechselte er 1854 nach Wehlau. Über 20 Jahre, von 1859 bis 1879, vertrat er den Wahlkreis Regierungsbezirk Königsberg 2 (Labiau/Wehlau) im Preußischen Abgeordnetenhaus. Bis 1861 war er bei den Altliberalen, dann bei der Fraktion der Deutschen Fortschrittspartei.